# امو پارک، کوئینزلند
امو پارک (به انگلیسی: Emu Park) یک شهرک در استرالیا است که در کوئینزلند واقع شده‌است.